# Список экзопланет в созвездии Стрелы
Список экзопланет в созвездии Стрелы содержит 6 экзопланет в 6 разных планетных системах, находящихся в соответствующем созвездии. Перечислены только подтверждённые экзопланеты, не являющиеся коричневым карликом.
Учёные постоянно совершают открытия, поэтому список может быть неполон.
Оценить зону обитаемости можно на основе светимости звезды.
| Система            | # | Удалённость св. лет | Светимость L⊙ | Большая полуось а. e. | Эксцентриситет | Период обращения сут | Масса MJ      | Пр.    |
| ------------------ | - | ------------------- | ------------- | --------------------- | -------------- | -------------------- | ------------- | ------ |
| HD 231701          | b | 354                 | 2,572         | 0,57 ± 0,05           | 0,13           | 141,63 ± 0,07        | >1,13 ± 0,25  | EPEDR2 |
| [S2009] L723 XMM 5 | b | 476                 |               |                       |                | 8,45                 |               | EPEDR2 |
| HAT-P-34           | b | 826                 | 3,843         | 0,07                  | 0,43           | 5,45                 | 3,33 ± 0,21   | EPEDR2 |
| Wendelstein-1      | b | 1015                |               | 0,03                  | 0,01           | 2,66                 | 0,592 ± 0,165 | EPEDR2 |
| Wendelstein-2      | b | 1871                |               | 0,02                  | 0,19           | 1,75                 | 0,731 ± 0,541 | EPEDR2 |
| QX Стрелы          | b | 7339                |               |                       |                | 0,38                 | 24 ± 1        | EPEDR2 |